# Michael-Ende-Gymnasium

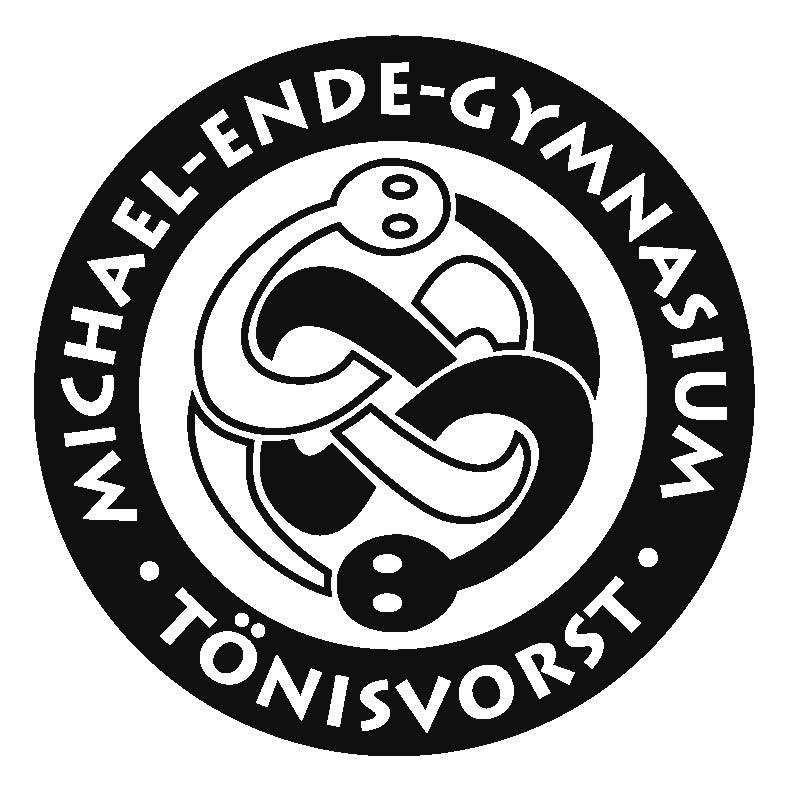
Das Logo der Schule

Das Michael-Ende-Gymnasium ist ein bilinguales deutsch-englisches Gymnasium im Tönisvorster Stadtteil St. Tönis. Es wurde im Jahre 1986 gegründet und wurde im Jahre 2011 von der Landesregierung als Europaschule zertifiziert. Im Jahre 2012 wurde das Michael-Ende-Gymnasium zum MINT Excellence Center. Weiterhin ist das Gymnasium als CertiLingua-Schule anerkannt.
Geläufig ist auch die Abkürzung MEG.

## Geschichte
Die Ursprünge für die Gründung des Gymnasiums gehen auf einen Antrag einer Ratsfraktion im Tönisvorster Stadtrat im Frühjahr 1985 zurück. Der Plan, eine Gesamtschule entstehen zu lassen, wurde nach einer Befragung aller Eltern der Viertklässler des Schuljahres 1985/86, die sich deutlich für die Gründung eines Gymnasiums aussprachen, verworfen.
Am 19. Dezember 1985 fasste der Stadtrat von Tönisvorst den Beschluss, vom kommenden Schuljahr an ein Gymnasium aufzubauen.
Die Genehmigung des Kultusministers wurde am 16. April 1986 erteilt, und am 8. September 1986 nahm das Gymnasium, damals unter dem Namen „Städtisches Gymnasium Tönisvorst“ den Betrieb auf. Erster Schulleiter wurde Ingo Miltz.
Am 5. März 1987 wurde der Förderverein gegründet.
Als erste Schule im Raum Krefeld-Viersen wurde am Michael-Ende-Gymnasium zu Beginn des Schuljahres 1990/91 ein bilingualer deutsch-englischer Zweig eingerichtet.

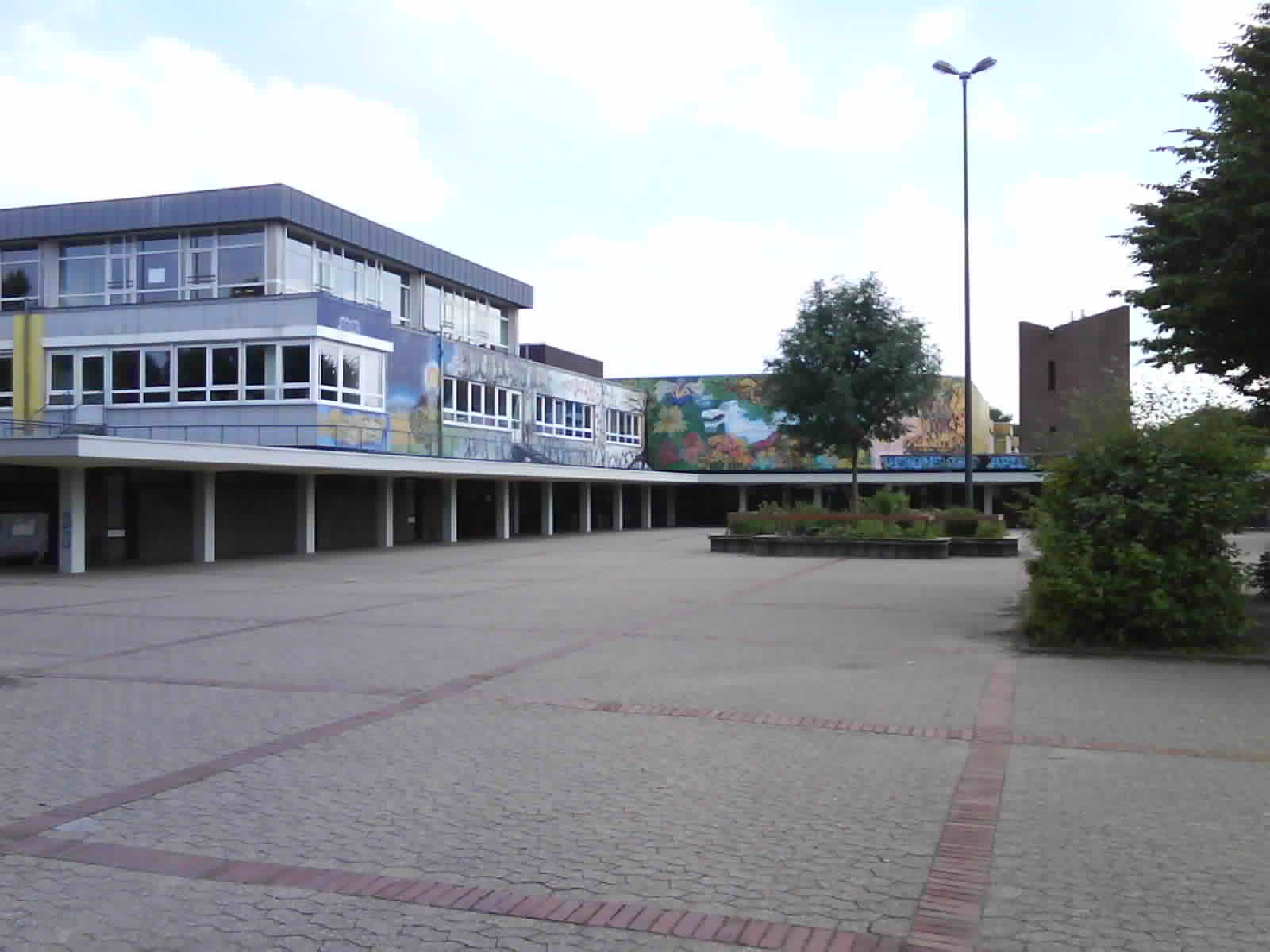
Das Entree des Michael-Ende-Gymnasiums vor der Sanierung im Jahre 2010

Am 31. August 1992 konnte der erste größere Erweiterungsbau bezogen werden. Dieser war nötig geworden, da zu diesem Zeitpunkt neben dem Gymnasium auch die Realschule Tönisvorst sowie die Hauptschule ihren Unterricht im Schulzentrum Corneliusfeld abhielten. Ein weiterer Neubau, der C-Trakt, wurde am 23. August 1993 vollständig für den Unterrichtsbetrieb freigegeben.
Die erste Abiturientia verließ am 23. Juni 1995 die Schule.
Nachdem das Gymnasium nun fast zehn Jahre als „Städtisches Gymnasium Tönisvorst“ bestanden hatte, wurde am 29. Mai 1996 der Name des im Jahr zuvor verstorbenen Autors Michael Ende als Schulname angenommen.
Seit 2003 existiert eine enge Partnerschaft mit der Hilfsorganisation NETZ e.V. Im Rahmen verschiedener Spenden- und Hilfsprojekte konnte das Gymnasium mehrere Partnerschulen in Bangladesch finanzieren.
Zu Beginn des Schuljahres 2009/10 wurde zusätzlich zu dem klassischen und dem bilingualen Bildungsgang das MINT-Profil etabliert.
Am 15. November 2011 wurde das Gymnasium von der Landesregierung als Europaschule zertifiziert.
Seit Beginn des Schuljahres 2015/16 ist es möglich, ab der achten oder aber der zehnten Klasse Niederländisch als dritte Fremdsprache zu belegen.

## Auszeichnungen
Im Jahre 2006 wurde dem Michael-Ende-Gymnasium im Rahmen der Pisa-Studie das Prädikatslabel „Best practice school“ verliehen.
Als Auszeichnung für allerhöchste Standards in dem Bereich der Bildungsarbeit im MINT-Profil wurde die Schule von der TU Berlin am 14. September 2012 als „MINT-EC“ Schule ausgezeichnet. Eine Qualitätsanalyse, die an der Schule im November 2012 durchgeführt wurde, ergab:

„In 14 von den insgesamt 25 untersuchten Aspekten gilt das MEG als vorbildlich oder beispielgebend. In den übrigen 11 Aspekten werden die hohen Standards des Landes NRW vollständig erfüllt. Mit diesem Ergebnis zählt das MEG zu den besten Schulen aller Schulformen in NRW.“

Seit dem 1. März 2010 ist das Michael-Ende-Gymnasium CertiLingua-Schule und darf das „Exzellenzlabel für mehrsprachige europäische und internationale Kompetenzen“ führen und zusammen mit dem Abitur verleihen.

### Schulleiter/-innen
- Ingo Miltz (1986 bis 2008)
- Paul Birnbrich (2008 bis 2021)
- Nicole de Bruyn (seit 2021)

## Pädagogisches Angebot

### Der bilinguale Zweig
Der bilinguale deutsch-englische Bildungsgang gibt Schülerinnen und Schülern die Möglichkeit, ab Klasse 7 die Fächer Geschichte und Erdkunde auf Englisch zu belegen. Wird das Angebot in der Oberstufe weiter gewählt, besteht die Möglichkeit das bilinguale Abitur zu erwerben. An den Bilingualen Zweig sind zahlreiche weitere Aktivitäten angeknüpft, wie zum Beispiel die Teilnahme an englischsprachigen Parlamentssimulationen wie den Model United Nations Lower Rhine oder dem Model European Parliament. In loser Abfolge findet am Michael-Ende-Gymnasium die Vortragsreihe „Blickpunkt Europa“ statt, bei der hochrangige Persönlichkeiten aus Gesellschaft und Politik zu bestimmten Themen referieren (u. a. Prof. Klaus Hänsch, Elmar Thevßen).
Das Michael-Ende-Gymnasium darf das „Exzellenzlabel für mehrsprachige europäische und internationale Kompetenzen“ führen und zusammen mit dem Abitur verleihen, welches dem Abiturienten ermöglicht, ohne Sprachtests an allen Universitäten und Instituten Europas zu studieren.

### Der MINT-Zweig
Der MINT-Zweig, als Bildungsgang für Schüler mit einer Neigung zu Mathematik, Naturwissenschaften und Technik gibt die Möglichkeit ab Klasse 7 verstärkten Unterricht in den MINT-Fächern zu erhalten. Nach Ende der Stufe 9 wird jenen Schülern dann das MINT-Zertifikat verliehen. Im Rahmen dieses Zweiges existieren zahlreiche Kooperationen mit den Unternehmen ARCA, Siemens und dem HELIOS Klinikum in Krefeld.
Förderung erlebt der MINT-Zweig durch die BAYER-Schulförderung, Stipendien und den Fonds der chemischen Industrie Chemie-Akademie Krefeld, CURRENTA Berufswahlorientierung, Girls’ Day und CyberMentor, zdi-Zentrum KReMINTec und dem Verein MINT-EC.
Außerdem nehmen Mint-Schüler automatisch an Wettbewerben wie dem Informatik-Biber, der Mathematik-Olympiade und dem Känguru-Wettbewerb teil.
Für Schüler der umliegenden Grundschulen bietet das Gymnasium zudem das Experimentierlabor „Teutolab“ an, bei dem erste Schritte im Bereich der Naturwissenschaften gemacht werden können.

### Differenzierung
Vielfältige Differenzierungskurse können zu Beginn der Stufe 8 gewählt werden. Zurzeit besteht das Angebot aus Geschichte-Sozialwissenschaften, Mathematik-Informatik, Französisch-Erdkunde, Biologie-Chemie auf Deutsch, Biologie-Chemie auf Englisch, Französisch, Lateinisch, Niederländisch und Spanisch.

### Arbeitsgemeinschaften
Einen wichtigen Stellenwert haben die Arbeitsgemeinschaften am Michael-Ende-Gymnasium, die sämtliche Betätigungsfelder abdecken.
Musisch-künstlerisch: Theater-AG, Orchester, Chor, Schülerzeitung
Technisch/naturwissenschaftlich: Licht- und Tontechnik, ROBERTA (Programmieren von Robotern), Foto- und Video-AG, Arbeitskreis Mathematik, Jugend forscht, Biotop-AG, Schulzoo, MESLAB (Elektronik-Schüler-Labor), Umwelt-AG (seit Oktober 2020)
Sportlich: Golf-AG, Taiwan-Do-AG und Fußballmannschaft
Sprachlich: DELF, Cambridge Certificate und Debating Club
Gesellschaftlich: Streitschlichter, Sanitäts-AG, AG Stolpersteine, MEG united (Anti-Rassismus-AG)

### Soziales Engagement
Das Michael-Ende-Gymnasium unterstützt vor allem das Land Bangladesch mit Spenden aus der St. Martinsaktion und dem Sponsorenlauf. In den letzten Jahren konnten mehrere Partnerschulen finanziert werden und Projekte wie „Ein Leben lang genug Reis“ von NETZ e.V. unterstützt werden. Schülerinnen und Schüler nehmen einmal im Jahr am Volkslauf „Apfelblütenlauf“ zugunsten des ortsansässigen Medikamenten-Hilfswerks action medeor teil.
Im Rahmen der Arbeitsgemeinschaft „MEG united“ setzt sich das Michael-Ende-Gymnasium seit 2021 gegen Rassismus und für Courage ein. Dafür ist die Schule im gleichen Jahr in das Netzwerk „Schule ohne Rassismus - Schule mit Courage“ eingetreten.

### Schüleraustausche und Internationale Reisen
Im Rahmen des Bilinguale Zweiges führt eine Reise alle bilingualen Schüler der Stufe 8 nach England (Canterbury und Whitstable).
Die Französisch-Erdkunde-Kurse der Stufe 8 bereisen Luxemburg und Brüssel und die der 9 besuchen Paris.
In der 9. Stufe gehen alle Latein-Schüler auf eine dreitägige Fahrt nach Trier; vorangegangen ist eine Exkursion nach Xanten in der 7. Klasse.
Ein reger Austausch besteht mit der Tönisvorster Partnerstadt Stare Mesto.
Im Schulprogramm verankert ist ebenso die Skifreizeit in der 10. Klasse.
Die Möglichkeit für ein Auslandsbetriebspraktikum in London oder Prag besteht in der 11. Klasse.